# Pałac w Warmątowicach Sienkiewiczowskich
Pałac w Warmątowicach Sienkiewiczowskich – zabytkowy pałac w Warmątowicach Sienkiewiczowskich – wsi w Polsce, w województwie dolnośląskim,  w powiecie legnickim, w gminie Krotoszyce, na południe od Legnicy, niedaleko Autostrady A-4.

## Historia
Dawna twierdza graniczna księstwa legnickiego nadana miejscowemu rodowi rycerskiemu. Zamek w 1748 r. przebudowano na barokowy pałac. Dawniej należał do rodziny Olszewskich, którzy na mocy testamentu Alfreda von Olszewskiego zapisali go Henrykowi Sienkiewiczowi, który spadku nie przyjął. Od 1995 r. pałac ma nowych właścicieli Jadwigę i Jarosława Rabkowskich. 

## Opis
Piętrowy pałac wybudowany w XVII w. na planie prostokąta, kryty wysokim dachem naczółkowym. Od frontu szczyt nad głównym wejściem, które  znajduje się w kamiennym portalu, między parami  kolumn jońskich, zwieńczonym kartuszem z herbami szlacheckimi (od lewej): von Seherr-Thoss i von Kreckwitz.
Obiekt jest częścią zespołu pałacowego, w skład którego wchodzą jeszcze: pawilon ogrodowy - kapliczka z połowy XVIII w.; park z XVIII w., zmieniony w drugiej połowie XIX w.; zespół folwarczny: lamus i  budynek mieszkalny z drugiej połowy XVIII w.; dwie stodoły, stajnia, obora i budynek gosp. z XIX w.

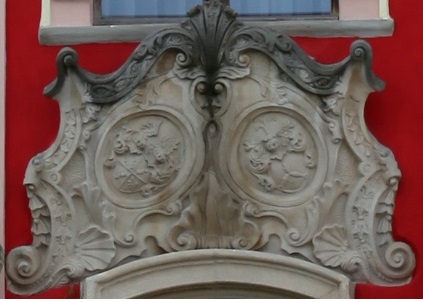
Kartusze z herbami Seherr-Thoss i Kreckwitz
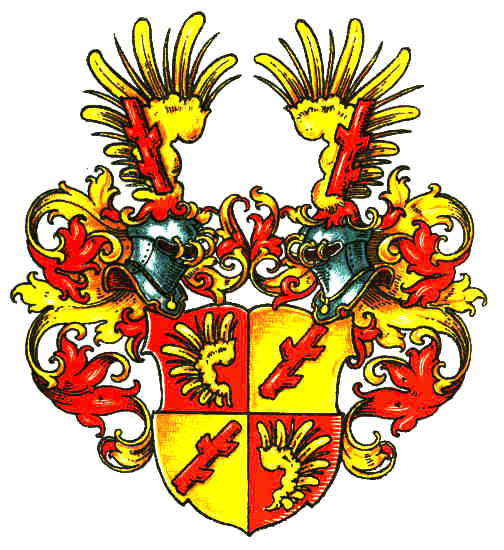
Herb von Seherr-Thoss
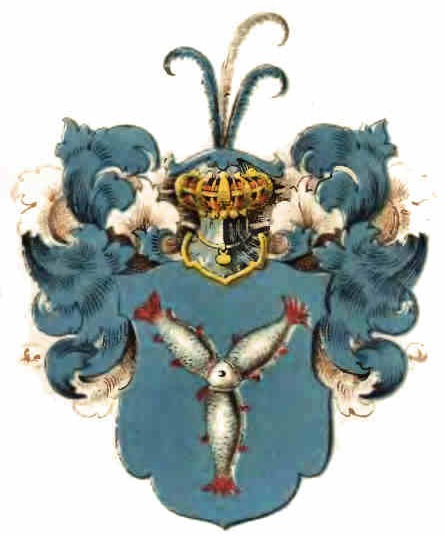
Herb von Kreckwitz
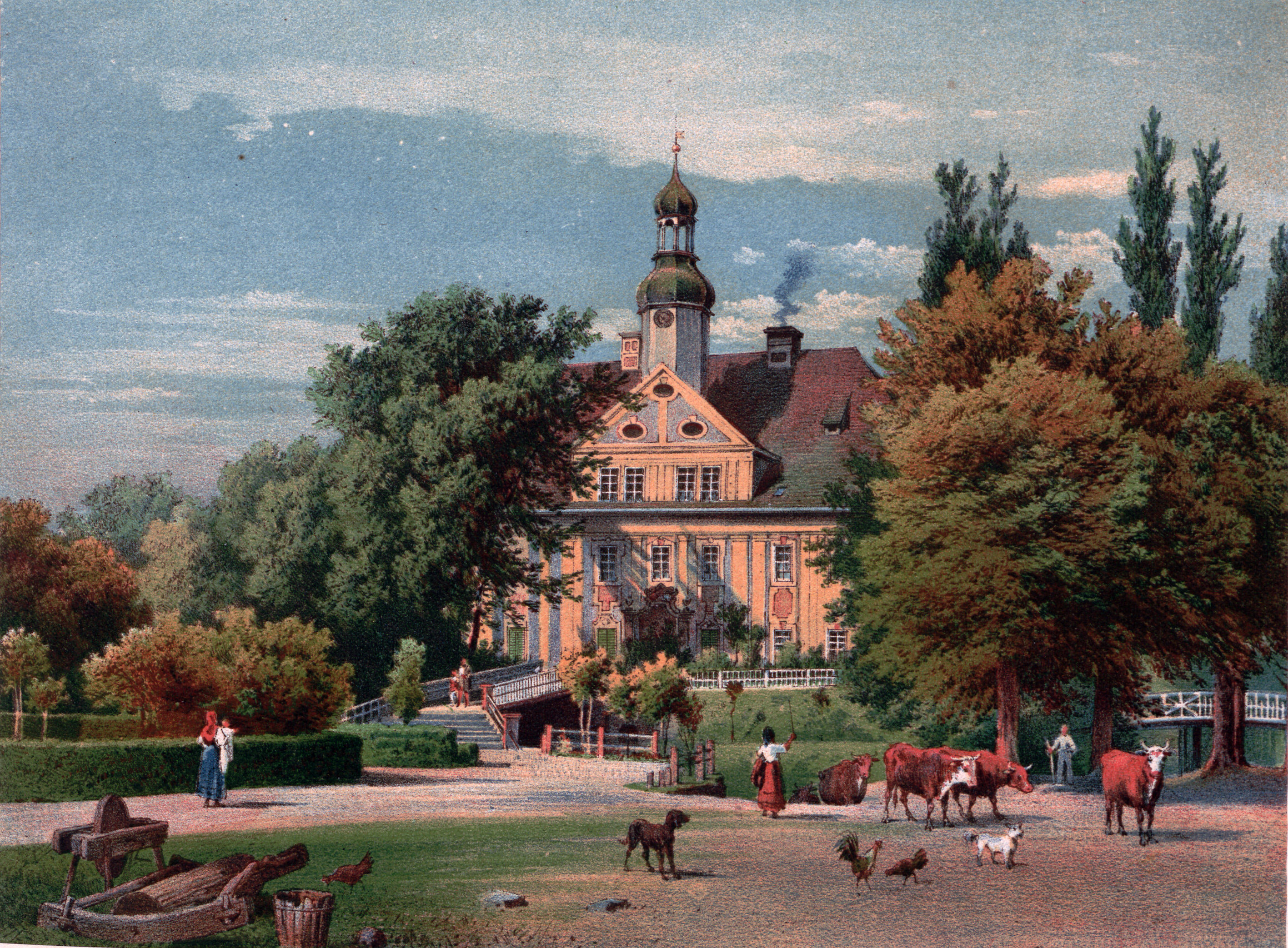
Pałac w XIX w.